# Ricanula luridella
Ricanula luridella är en insektsart som beskrevs av Schmidt 1905. Ricanula luridella ingår i släktet Ricanula och familjen Ricaniidae. Inga underarter finns listade i Catalogue of Life.